# Descanso (Santa Catarina)
Descanso is een gemeente in de Braziliaanse deelstaat Santa Catarina. De gemeente telt 8.898 inwoners (schatting 2009).

## Aangrenzende gemeenten
De gemeente grenst aan Bandeirante, Belmonte, Flor do Sertão, Iporã do Oeste, Iraceminha, Riqueza, Santa Helena en São Miguel do Oeste.